# Nguyễn Thị Ngọc Du
Nguyễn Thị Ngọc Du (chữ Hán: 阮氏玉琇; 1762 – 1820), phong hiệu Phúc Lộc Công chúa (福祿公主), là một công nữ và là một trưởng công chúa nhà Nguyễn trong lịch sử Việt Nam.

## Tiểu sử
Công nữ Ngọc Du là con gái thứ hai của Khang vương Nguyễn Phúc Luân (được vua Gia Long truy tôn làm Hưng Tổ Khang Hoàng đế); mẹ là Nguyễn Từ phi, chị ruột của Hiếu Khang Hoàng hậu Nguyễn Thị Hoàn. Bà sinh năm Nhâm Ngọ (1762). Bà là em gái cùng cha khác mẹ với vua Gia Long.
Mùa xuân năm Kỷ Hợi (1779), công nữ Ngọc Du theo Hiếu Khang Hoàng hậu vào Gia Định, rồi được gả cho Chưởng hậu quân Võ Tánh. Năm Tân Dậu (1801), thành Bình Định thất thủ, Võ Tánh không giữ được thành nên đã tự vẫn. Biết tin chồng tuẫn tiết, bà Ngọc Du khóc ông bằng bài thơ rằng:
Những tưởng ra tay giúp nước nhà
Ai dè binh địa nổi phong ba
Xót người vị quốc liều thân ngọc
Khiến thiếp cô phòng ủ mặt hoa
Gối mộng mơ màng duyên nợ cũ
Đài mây xiêu lạc phách hồn xa
Lửa trung đốt đỏ gương hào kiệt
Nóng ruột thuyền quyên giọt lệ sa!
Những năm đầu trị vì của Gia Long, vua cho người làm nhà ở xã Xuân Hòa, Thừa Thiên để cho công chúa Ngọc Du ở. Công chúa Ngọc Du có hai con gái và một con trai. Người con trai tên là Võ Khánh, làm quan đến chức Khinh xa Đô úy. Khánh có một người con trai tên là Mỹ, được gả cho Lộc Thành Công chúa Uyển Diễm, con của vua Minh Mạng. Xét về vai vế thì công chúa và phò mã Mỹ là anh em họ 4 đời.
Năm Minh Mạng thứ nhất (1820), tháng 4 (âm lịch), đầy tớ trong nhà Thái trưởng công chúa Ngọc Du cậy thế lấn người mà bà không cấm, vua biết được mới vời Võ Khánh đến trách rằng: “Nước có điển hình, sao ngươi không khuyên mẹ đi?”. Khánh thưa rằng: “Không thể khuyên can được”. Vua bảo rằng: “Làm con thờ cha mẹ phải nên lấy lời nói dịu dàng can ngăn ở lúc việc chớm phát, để cha mẹ đừng mắc vào điều phi nghĩa, không thế thì trách nhiệm ở ngươi”. Khánh cúi đầu nhận lỗi. Về nhà, Khánh kể lại chuyện bị quở phạt với mẹ, bà Ngọc Du nghe chuyện rồi khóc. Từ đó bà thay đổi cách đối xử với dân.
Cùng năm đó, tháng 5 (âm lịch), công chúa Ngọc Du mất, thọ 59 tuổi, được ban thụy là Nhu Gia (柔嘉). Vua cho nghỉ chầu, sai người chi của công để lo việc tang, lại cho thêm 1000 quan tiền, 1000 phương gạo. Ngày an táng công chúa, vua cho quan đến tế.
Năm Minh Mạng thứ mười (1829), vua truy tặng cho bà làm Phúc Lộc Thái trưởng công chúa (福祿太长公主). Năm 1831, chồng bà là Võ Tánh được truy phong Hoài Quốc công (懷國公). Công chúa Ngọc Du được thờ tại nhà thờ họ Võ ở phường Phú Cát, Huế.